# 松遼分水嶺
松遼分水嶺（しょうりょうぶんすいれい）とは、中華人民共和国吉林省中部の白城市通楡県から同省四平市公主嶺市にかけて存在する分水嶺。この分水嶺によって東北平原内の松嫩平原と遼河平原、嫩江と松花江の流域が分かれている。
この分水嶺は更新世の地層が堆積しており、東西は200キロメートル、南北は150キロメートルに亘って広がり、標高は200～500メートルである。